# 네오지오 (예술)
네오지오(neo-geo, neo-geometric의 준말)는 20세기 미술 경향의 하나로, 1980년대에 미국의 뉴욕에서 일어났다.

## 초기 아티스트
- 제프 쿤스
- 마이클 영
- 도두유

## 초기 예술 작품
- Peter Halley, Sonnabend Gallery Exhibit,[1] 1989
- Jeff Koons, “Equilibrium: Encased - One Row”,[2] 1983
- Haim Steinbach, “Ultra Red #2”,[3] 1986

## 같이 보기
- 표현주의
- 미니멀리즘
- 팝 아트
- 옵아트
- 도두유
- 제프 쿤스
- 장 보드리야르